# 特科洛蒂托 (新墨西哥州)
特科洛蒂托（英語：Tecolotito）是位於美國新墨西哥州聖米格爾縣的普查規定居民點。

## 人口
根據2020年美國人口普查的數據，特科洛蒂托的面積為1.86平方千米，皆為陸地。當地共有人口204人，而人口密度為每平方千米109.68人。